# جيونكاريكو

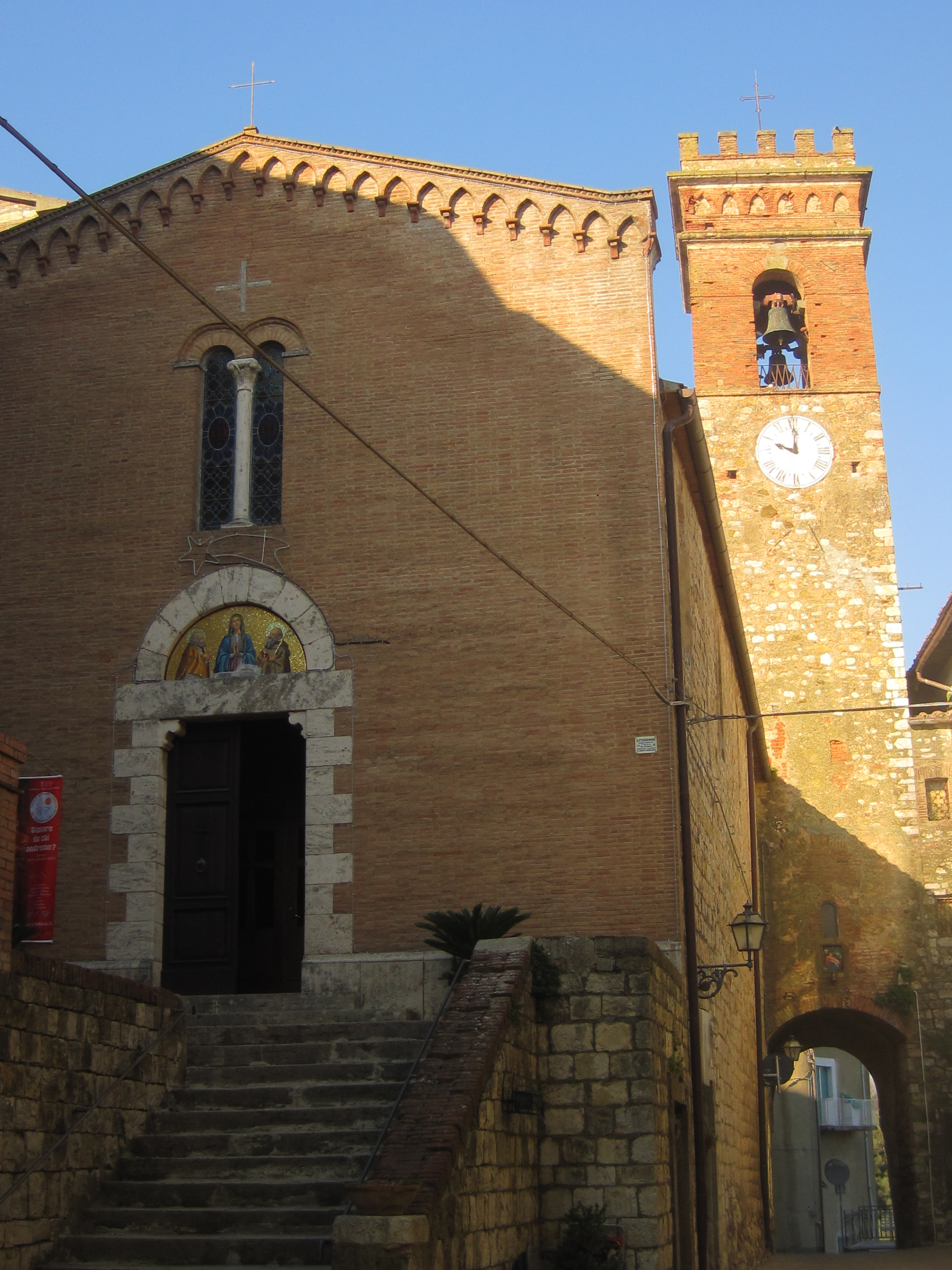
جيونكاريكو

جيونكاريكو هي قرية في توسكانا، وسط إيطاليا، حسب تصنيف فراتسيوني كومونا الإداري فهي تابعة إلى مقاطعة غروسيتو. في تعداد عام 2001 بلغ عدد سكانها إلى 399.
جيونكاريكو تبعد حوالي 25 كم من غروسيتو و 15 كم من كافورانو، ويقع على تلة على طول الطريق السريع عن طريق أوريليا ويسهل الوصول اليها بواسطة خط السكة الحديد بفضل المحطة خاصة بها. والقرية يعود تأريخها إلى العصور الوسطى المبكرة، عندما كانت ملكا للأسرة الدوبرانديشي ثم من بانوكيشيس. ثم غزاها جمهورية سيينا خلال القرن ال14.